# Musique de la Renaissance
Pour les articles homonymes, voir Renaissance (homonymie).

Le Concert, Gerrit van Honthorst, 1623.

On désigne par musique de la Renaissance la musique européenne composée entre le XVe siècle, fin de la musique médiévale, et le XVIIe siècle, qui marque le début de la période baroque. Il s'agit d'une convention : si la dernière date n'est guère contestable, avec, par exemple, l'avènement de l'opéra, il n'en est pas de même pour le début de cette période, située, en ce qui concerne la musique, entre le Moyen Âge tardif et la pré-Renaissance.
Les évolutions temporelles et géographiques, l'imprimerie, de nouveaux genres musicaux, la reconnaissance des compositeurs et de leurs œuvres caractérisent la musique de la Renaissance, sans oublier le formidable développement organologique des instruments de musique. 

## Histoire
Les XVe et XVIe siècles voient un renouveau d’intérêt pour les cultures antiques grecques et romaines qui a fortement influencé la musique. Les compositeurs de la Renaissance ont voulu opérer un « retour à l’Antique », imiter la musique des anciens grecs. Comme ils ne disposaient que d’écrits théoriques sur la musique grecque, ils ont élaboré leur propre style en se basant sur ces écrits.
Franchino Gaffurio est un théoricien de la musique de la Renaissance qui s’appuie sur des textes grecs. Ses écrits ont renouvelé la pensée sur des thèmes tels que les modes, consonance et dissonance, les éléments et la portée du système tonal, les diapasons, les relations mot-musique et l’harmonie de la musique, sur le corps et l’esprit humain, et sur le cosmos.
Contrairement au Moyen Âge, l’écriture musicale accepte alors les tierces et les sixtes comme consonances : du fait que l'on passe, à la Renaissance, de la gamme Pythagoricienne à la gamme naturelle, dans laquelle tierces et sixtes sont fixes et plus « justes », elles deviennent utilisables, en complément des quintes, quartes et octaves déjà précédemment définies (et seules consonances au Moyen Âge).
Les maîtres du contrepoint élaborent de nouvelles règles pour contrôler les dissonances. Le manuel d’enseignement du contrepoint par excellence au XVe siècle est le Liber de arte contrapuncti (octobre 1477), du compositeur flamand Johannes Tinctoris (env. 1435 – env. 1511).
La Renaissance en musique est fortement influencée par la pensée humaniste. L’homme commence à s’intéresser à lui-même pour lui-même. On peut dire qu’il acquiert plus d’indépendance par rapport à Dieu.
Durant la Renaissance, la musique polyphonique atteint son apogée. En 1501, Ottaviano Petrucci imprime la première partition musicale polyphonique. Maddalena Casulana compose le premier livre de madrigaux imprimé "Il primo libro de madrigali" à Venise en 1566.
Bien que la musique vocale polyphonique prédomine encore, la Renaissance est une période clé pour la musique instrumentale, qui devient plus indépendante,.
L’invention de l’imprimerie (Gutenberg, 1455) modifiera radicalement la diffusion de la musique. L’impression musicale est inventée par Hahn à Rome en 1476. Tant la naissance de l'imprimerie musicale que l'invention des tablatures (méthode de notation abrégée pour les instruments à clavier ou à cordes pincées) permettent une meilleure diffusion des œuvres. 
Vers la fin du XVe siècle, la musique polyphonique sacrée (par exemple, les messes d'Ockeghem et d'Obrecht) retrouve une certaine complexité. À cette tendance, succède, dans la première partie du XVIe siècle un retour vers plus de dépouillement, perceptible dans les œuvres de Josquin des Prés ou de Palestrina : évolution due, en partie, à l'influence du Concile de Trente et du début de la Contre-Réforme qui déconseillent la polyphonie trop complexe, supposée nuire à la bonne compréhension des textes sacrés.
Vers la fin du XVIe siècle, plusieurs tendances importantes et contrastées apparaissent. La musique profane, et notamment le madrigal, acquiert une complexité croissante et même un chromatisme exacerbé ; en sont de bons exemples les madrigaux de Luzzasco Luzzaschi, Vittoria Aleotti, Luca Marenzio et Carlo Gesualdo. Cependant, à Florence, commence à naître un mouvement dont l'ambition est de faire revivre les formes dramatiques et musicales de la Grèce antique telles qu'on les imaginait, faisant appel à la monodie, une forme de déclamation avec un accompagnement musical simplifié (le stile rappresentativo). On peut difficilement imaginer contraste plus complet avec la polyphonie pourtant contemporaine ; il est vrai qu'il s'agit, tout au moins au début, d'un trait particulier à la musique profane. C'est à Venise entre 1550 et 1610 que se développe un style polychoral impressionnant — avec Gabrieli et Merulo — qui donne à l'Europe une des musiques les plus grandioses et les plus sonores qui aient été composées jusqu'alors, impliquant plusieurs chœurs de chanteurs, des cuivres et des cordes répartis dans des emplacements différents de la basilique Saint-Marc. Tous ces changements affectent les différents foyers musicaux européens pendant les décennies qui suivent : tout d'abord les pays germaniques, puis l'Espagne, la France et l'Angleterre, y marquant ce que nous appelons aujourd'hui le début de la période baroque en musique.

## Évolution chronologique
La Renaissance se divise temporellement en plusieurs périodes, de trente à quarante ans chacune. La première va de 1420 à 1460. Ce sont les compositeurs John Dunstable, Guillaume Dufay et Gilles Binchois qui sont actifs à ce moment-là. Dufay a vécu très longtemps, c'est pourquoi on le retrouve avec Johannes Ockeghem et Antoine Busnois pendant la deuxième période, de 1460 à 1490. De 1490 à 1520, Antoine Brumel, Jacob Obrecht, Heinrich Isaac, Josquin des Prés et Pierre de la Rue qui sont actifs. Puis viennent Adrien Willaert, Nicolas Gombert, Jacob Clemens non Papa et Clément Janequin de 1520 à 1560. Quant à Andrea Gabrieli, Philippe de Monte, Orlando di Lasso et Giovanni Pierluigi da Palestrina, ils ont composé principalement de 1560 à 1600. 
Un dernier groupe de compositeurs formé par Giovanni Gabrieli, Jan Pieterszoon Sweelinck, Giovanni Giacomo Gastoldi, Carlo Gesualdo, Luca Marenzio, Giulio Caccini et Claudio Monteverdi forment en quelque sorte la liaison avec la musique baroque, car ils écrivirent à la fois dans le style de la prima prattica et dans celui de la seconda prattica.

## Évolution géographique
Au début de la Renaissance, ce sont l’Italie et l’Angleterre qui sont les plus importants foyers de création. Peu après, les centres se déplacent dans les régions franco-flamandes. Aux XVe et XVIe siècles, la musique franco-flamande prédomine, mais les échanges internationaux étaient nombreux et beaucoup de compositeurs ont émigré en Italie. À la fin de la période, c’est ce pays qui mène le mouvement.
En Italie, la musique religieuse a plus de clarté et de simplicité avec une limite de la virtuosité et de la technicité. C'est donc la musique profane qui se développe en priorité en Italie.

## Caractéristiques de la musique de la Renaissance
Par rapport au Moyen Âge, les compositeurs passent du tempérament pythagoricien au tempérament mésotonique dans l'accord des instruments à sons fixes. L'usage des tierces et des sixtes se généralise. Le modèle esthétique vocal persiste, malgré la naissance d'une musique spécifiquement instrumentale.
Les instruments ou voix ne sont en général pas spécifiés (Superius ou Cantus pour la ou les voix supérieures, Tenor ou Quintus pour la ou les voix intermédiaires et Bassus pour la ou les voix graves). La musique instrumentale se pratique en consort (même famille d'instruments) ou en "broken" consort (instruments de famille différentes). Sous l'influence italienne, les musica ficta (altérations de cadences sous-entendues) se généralisent. L'ornementation improvisée (ou Diminution) est enseignée, surtout en Italie, par Giovanni Bassano, Aurelio Virgiliano, Diego Ortiz, Silvestro Ganassi entre autres.

## Genres
Les genres de la musique de la Renaissance sont essentiellement vocaux : la chanson polyphonique, la chanson pour luth, le motet, la messe, le madrigal ou la canzone instrumentale.

## Styles ou écoles
Le style de la Renaissance s'est développé essentiellement dans quatre pays ou régions d'Europe : au sud-ouest en Espagne, lors du Siècle d'or espagnol, au nord-ouest en Angleterre, au sud en Italie et au nord dans les Pays-Bas franco-bourguignons où s'est développée l'École franco-flamande.

## Quelques compositeurs notables
- Thoinot Arbeau (1520-1595)
- Jacques Arcadelt (v.1504-1568)
- Pierre Attaingnant (v.1494-v.1551)
- John Bull (v.1562-1628)
- William Byrd (v.1543-1623)
- Maddalena Casulana (v. 1544-v. 1590)
- Antonio de Cabezón (1510-1566)
- Eustache du Caurroy (1549-1609)
- Jacob Clemens non Papa (v.1510-v.1555)
- Loyset Compère (v.1445-1518)
- Josquin Des Prés (v.1440-1521)
- John Dowland (1563-1626)
- Juan del Encina (1469-v.1533)
- Pedro de Escobar (v.1465-ap.1535), compositeur portugais de la Renaissance
- Guillaume Dufay (v.1400-1474)
- John Dunstable (v.1390-1453)
- Giles Farnaby (1560-1640)
- Heinrich Finck (1444-1527)
- Andrea Gabrieli (v.1510-1586)
- Claude Gervaise (fl. 1550)
- Nicolas Gombert (v.1495-v.1560)
- Francisco Guerrero (1528-1599)
- Paul Hofhaimer (1459-1537)
- Heinrich Isaac (1450-1517)
- Clément Janequin (v.1485-1558)
- Roland de Lassus (ou Orlando di Lassus) (1532-1594)
- Alonso Lobo (1555-1617)
- Claudio Merulo (1533-1604)
- Luis de Milán (v.1500-1561)
- Cristóbal de Morales (v.1500-1553)
- Thomas Morley (v.1557-1602)
- Alonso Mudarra (v.1510-1580)
- Luys de Narváez (v.1500-1555)
- Jacob Obrecht (v.1457-1505)
- Johannes Ockeghem (v.1410-1497)
- Diego Ortiz (v.1510-ap.1570)
- Giovanni Pierluigi da Palestrina (1526-1594)
- Francisco de Peñalosa (v.1470-1528)
- Peter Philips (v.1560-1628)
- Arnolt Schlick (1460-1521)
- Thomas Stoltzer (v.1470-1526)
- Tielman Susato (v.1510/15-v.1570)
- Jan Pieterszoon Sweelinck (1562-1621)
- Thomas Tallis (1505-1585)
- Antonio Valente (v.1520-v.1580)
- Luis Venegas de Henestrosa (v.1510-v.1577)
- Tomás Luis de Victoria (v.1548-1611)
- Vittoria Aleotti (v. 1575-v.1620)
- Claude Le Jeune (v.1530-1600)
- Adrien Willaert (1490-1562)
- Paschal de l'Estocart (v.1537- après 1587)

## Les grandes œuvres
- Anonyme : La chanson L'homme armé que les compositeurs utiliseront de nombreuses fois, notamment dans des messes
- John Dunstable : IX e messe
- J. Dunstable : motet à 3 voix Quam pulchra es
- Thomas Tallis : Spem in alium (Motette)
- Guillaume Dufay : Missa S. Jacobi (1429 ?)
- G. Dufay : Hymne de l’Avent (vers 1430), écriture en faux-bourdon
- G. Dufay : Ballade à 3 voix Se la face ay pale
- G. Dufay : Motet Nuper rosarum flores (1436)
- G. Dufay : Messe à teneur à 4 voix : Se la face ay pale, sur le thème de la ballade à 3 voix susmentionnée
- Gilles Binchois : chanson bourguignonne : Nous vous verens bien malebouche, rondeau à 3 voix
- Gilles Binchois: Rondeau De plus en plus
- Johannes Ockeghem : Messe L’homme armé, sur le thème de la chanson du même nom.
- J. Ockeghem : Missa prolationum
- J. Ockeghem : Missa cuiusvis toni
- Antoine Busnoys : Motet In hydraulis
- Ludwig Senfl: Lust hab’ ich g’habt zuer Musica (1518)
- Josquin des Prés : Nymphe des Bois (Déploration sur la mort de Johannes Ockeghem)
- Josquin des Prés : Mille Regretz
- Josquin des Prés : Messe L’homme armé super voces musicales
- Josquin des Prés : Messe Hercules Dux Ferrarie
- Josquin des Prés : Messe De Beata Virgine
- Josquin des Prés : Motet Ave Maria Stella
- Josquin Desprez: De profundis clamavi à 4
- Josquin Desprez: Salve regina à 5
- Josquin Desprez: Pater noster à 6
- Josquin Desprez: Messe Pangue lingua
- Hayne van Ghizeghem : Chanson Allez regretz
- Hayne van Ghizeghem : Chanson De tous biens plaine
- Johannes Ockeghem : Missa prolationum
- Johannes Ockeghem : Chanson Prenez sur moi
- Johannes Ockeghem : Chanson Fors seulement l'attente
- Johannes Ockeghem : Requiem
- Johannes Ockeghem : Motet Intermerata Dei Mater
- Johannes Regis : Motet O admirabile commercium
- Antoine Busnoys : Motet In hydraulis
- Clément Janequin : La Guerre (La bataille de Marignan)
- Clément Janequin : Le chant des oiseaux (1528)
- Clément Janequin : Voulez ouyr les cris de Paris
- Clément Janequin : Du beau Tétin, sur le fameux poème de Marot
- Clément Janequin : Messe La Bataille
- Jacob Obrecht : Missa Caput
- Jacob Obrecht : Messe Beata Viscera
- Jacob Obrecht : Messe Fors seulement
- Jacob Obrecht : Requiem Mille Quingentis (pour la mort de son père)
- Heinrich Isaac : Innsbruck, ich muss dich lassen
- Adrien Willaert : Motet O crux splendidor
- Jacob Arcadelt : Madrigal Il bianco e dolce cigno (avant 1539)
- Jacob Arcadelt : Madrigal Margot labourez les vignes
- Nicola Vicentino : Madrigal L'aura ch'el verde lauro
- Cipriano de Rore : Madrigal De la belle contrade d'oriente
- Cipriano de Rore : Madrigal Mia benigna fortuna
- Giovanni Pierluigi da Palestrina : Sicut cervus (avant 1581)
- Giovanni Pierluigi da Palestrina : Missa Papae Marcelli
- Giovanni Pierluigi da Palestrina : Motet à 8 voix Ave regina coelorum
- Luca Marenzio : Madrigal Solo e pensoso
- Jacques Arcadelt : Madrigal Il bianco e dolce cigno
- Orlando di Lasso : Missa super Entre vous filles (1581)
- Orlando di Lasso : Lamentationes Jeremiae prophetae (1585)
- Orlando di Lasso : Prophetiae Sibyllarum
- La Pellegrina, musique composée pour les festivités nuptiales de Ferdinand Ier de Médicis, grand duc de Toscane et Christine de Lorraine, princesse de Lorraine, en 1589 au palais Pitti de Florence.
- Orlando di Lasso : Lagrime di San Pietro (1595)
- Orlando di Lasso : Motet In me transierunt
- Claude Le Jeune : Le printemps, sur des "poèmes mesurés à l'antique" de Jean-Antoine de Baïf
- Claude Le Jeune : La Guerre
- Giovanni Gabrieli : Omnes gentes (avant 1597)
- Giovanni Gabrieli : Magnificat pour trois chœurs (1597)
- Giovanni Gabrieli : Motet Buccinate in neomenia tuba
- Giovanni Gabrieli : Pièce instrumentale Canzon primi toni
- Giovanni Gabrieli : Sonata pian e forte
- Claudio Monteverdi : Madrigal Crud’ Amarilli

## La musique ancienne de nos jours
Parmi les interprètes de la musique de la Renaissance, on peut citer les luthistes Hopkinson Smith, Peter Croton et Paul O'Dette, le cornettiste William Dongois, le gambiste et chef d'orchestre Jordi Savall, les chanteurs et chefs Alfred Deller, Dominique Visse et Bruno Boterf, les chefs Peter Phillips, Paul Van Nevel, Paul McCreesh, Philippe Herreweghe, Edward Higginbottom, James O'Donnell. Plusieurs ensembles se consacrent à la musique de la Renaissance : Pro Musica Antiqua, Huelgas Ensemble dirigé par Paul Van Nevel, la Capilla Flamenca dirigée par Dirk Snellings, la Camerata Trajectina, l'Egidius Kwartet, l'Ensemble Gilles Binchois dirigé par Dominique Vellard, l'Ensemble Jacques Moderne dirigé par Joël Suhubiette, l'Ensemble Clément-Janequin dirigé par Dominique Visse, l'Ensemble Amadis, les ensembles Doulce Mémoire, Kithara dirigé par Christopher Wilson et Shirley Rumsey, Musica Ficta dirigé par Bo Holten, Obsidienne dirigé par Emmanuel Bonnardot, la Capella Cordina dirigé par Alejandro Planchart, La Capella Reial de Catalunya et Hespèrion XXI tous deux dirigés par Jordi Savall.
Il est aussi possible d'écouter de la musique de la Renaissance lors de fêtes renaissances comme le Roi de l'Oiseau au Puy-en-Velay. Les musiciens font partie de groupes spécialisés dans ce genre musical (Waraok, Zucati, Picabofa, etc.).

## Instruments
La Renaissance est une période où beaucoup d'instruments furent créés ou perfectionnés. Ci-dessous se trouve la liste des instruments utilisés à la Renaissance. Certains étaient déjà connus durant l'Antiquité ou au Moyen Âge, d'autres furent créés à la Renaissance. Parmi ces derniers, la famille des cromornes n'a été utilisée que pendant cette période. D'autres tels la trompette ont subi quelques modifications avec le temps et sont encore utilisés aujourd'hui.
- Les instruments à cordes :
  - la viole de gambe ;
  - la viola da braccio ;
  - la lyre ;
  - la harpe (innovation de la Renaissance : la arpa doppia sous toutes ses formes, doubles et triples rangées, cordes croisées) ;
  - le luth ;
  - la cithare ;
  - la vihuela ;
  - la lira da braccio ;
  - la lira da gamba ;
  - le violon qui apparaît dans les années 1520 dans un rayon de 80 km autour de Milan, en Italie ;
  - la vielle à roue.

- Les bois :
  - la flûte à bec ;
  - la flûte traversière ;
  - la flûte de pan ;
  - la chalemie ;
  - la bombarde (qui appartient à la même famille que la chalemie) ;
  - le douçaine (basson Renaissance) ;
  - le cromorne ;
  - la cornemuse ;
  - la musette ;
  - le graïl, aussi appelé hautbois occitan ou gralla.

- Les cuivres
  - le cornet à bouquin ;
  - la sacqueboute ;
  - la trompette.

- Les instruments à clavier : 
  - le clavecin ;
  - le virginal ;
  - l'orgue ;
  - l'orgue de barbarie.

- Les instruments de percussion :
  - le tambour de basque, couramment appelé tambourin…